# Xiyunykus
Xiyunykus pengi
Genre
Espèce
Xiyunykus est un genre fossile de dinosaures théropodes alvarezsauriens du Crétacé inférieur (Barrémien à Aptien), soit il y a environ entre 125,77 et 113,2 millions d'années.
Une seule espèce est rattachée au genre : Xiyunykus pengi, décrite par Xu Xing et ses collègues en 2018, dans une publication où elle est décrite avec une autre genre d'alvarezsauriens avec lequel il vivait : Bannykus.

## Classification
Les deux genres Xiyunykus et Bannykus, décrits en 2018, par Xu et ses collègues, comblent l'intervalle gigantesque de près de 70 millions d'années qui existait entre le primitif Haplocheirus âgé d'environ 160 Ma (millions d'années) et les Alvarezsauria évolués (dont les Alvarezsauridae) du Crétacé supérieur connus à partir d'environ 94 Ma (millions d'années).

## Présentation
Il a été découvert dans la partie supérieure du groupe de Tugulu une série sédimentaire d'âge Crétacé inférieur qui affleure dans l'ouest de la Chine, dans la région autonome du Xinjiang, et qui vient au-dessus de la formation géologique jurassique de Shishugou.

## Description
Xiyunykus pengi est un assez grand alvarezsaurien, avec une masse de 15 kg extrapolée à partir de la circonférence des fémurs.
Il montre une morphologie crânienne et post-crânienne intermédiaire entre, d'une part les mains caractéristiques à trois doigts avec des griffes des théropodes comme l'alvarezsaurien primitif Haplocheirus du Jurassique supérieur (Oxfordien) et, d'autre part, les mains (un seul doigt) et dents très réduites des alvarezsauridés du Crétacé supérieur.